# Grand Prix Europy 2008

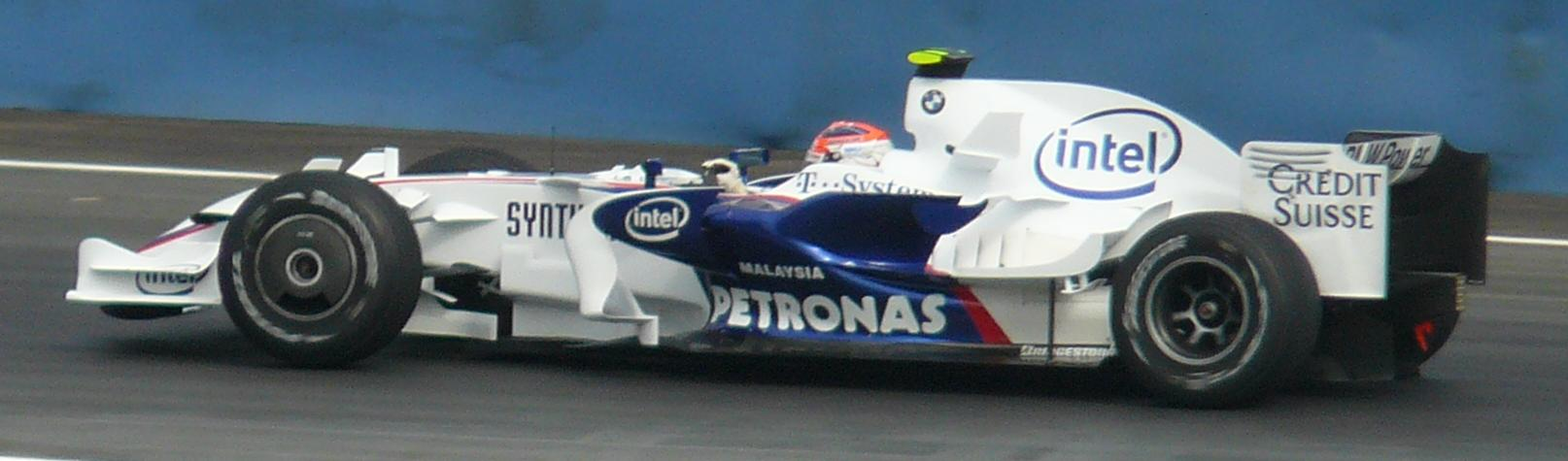
Robert Kubica podczas Grand Prix Europy 2008

Wyniki Grand Prix Europy, dwunastej rundy Mistrzostw Świata Formuły 1 w sezonie 2008.

## Wyniki

### Sesje treningowe
| Sesja | Nr | Kierowca         | Konstruktor        | Czas     | Okr. |
| ----- | -- | ---------------- | ------------------ | -------- | ---- |
| 1     | 15 | Sebastian Vettel | Toro Rosso-Ferrari | 1:40.496 | 29   |
| 2     | 1  | Kimi Räikkönen   | Ferrari            | 1:39.477 | 30   |
| 3     | 4  | Robert Kubica    | BMW Sauber         | 1:38.754 | 15   |

### Kwalifikacje
| Poz. | Nr | Kierowca             | Konstruktor         | Q1       | Q2       | Q3       |
| ---- | -- | -------------------- | ------------------- | -------- | -------- | -------- |
| 1    | 2  | Felipe Massa         | Ferrari             | 1:38.176 | 1:37.859 | 1:38.989 |
| 2    | 22 | Lewis Hamilton       | McLaren-Mercedes    | 1:38.464 | 1:37.954 | 1:39.199 |
| 3    | 4  | Robert Kubica        | BMW Sauber          | 1:38.347 | 1:38.050 | 1:39.392 |
| 4    | 1  | Kimi Räikkönen       | Ferrari             | 1:38.703 | 1:38.229 | 1:39.488 |
| 5    | 23 | Heikki Kovalainen    | McLaren-Mercedes    | 1:38.656 | 1:38.120 | 1:39.937 |
| 6    | 15 | Sebastian Vettel     | Toro Rosso-Ferrari  | 1:38.141 | 1:37.842 | 1:40.142 |
| 7    | 11 | Jarno Trulli         | Toyota              | 1:37.948 | 1:37.928 | 1:40.309 |
| 8    | 3  | Nick Heidfeld        | BMW Sauber          | 1:38.738 | 1:37.859 | 1:40.631 |
| 9    | 7  | Nico Rosberg         | Williams-Toyota     | 1:38.595 | 1:38.336 | 1:40.721 |
| 10   | 14 | Sébastien Bourdais   | Toro Rosso-Ferrari  | 1:38.622 | 1:38.417 | 1:40.750 |
| 11   | 8  | Kazuki Nakajima      | Williams-Toyota     | 1:38.667 | 1:38.428 |          |
| 12   | 5  | Fernando Alonso      | Renault             | 1:38.268 | 1:38.435 |          |
| 13   | 12 | Timo Glock           | Toyota              | 1:38.532 | 1:38.499 |          |
| 14   | 10 | Mark Webber          | Red Bull-Renault    | 1:38.559 | 1:38.515 |          |
| 15   | 6  | Nelson Piquet Jr.    | Renault             | 1:38.787 | 1:38.744 |          |
| 16   | 16 | Jenson Button        | Honda               | 1:38.880 |          |          |
| 17   | 9  | David Coulthard      | Red Bull-Renault    | 1:39.235 |          |          |
| 18   | 21 | Giancarlo Fisichella | Force India-Ferrari | 1:39.268 |          |          |
| 19   | 17 | Rubens Barrichello   | Honda               | 1:39.811 |          |          |
| 20   | 20 | Adrian Sutil         | Force India-Ferrari | 1:39.943 |          |          |
| Poz. | Nr | Kierowca             | Konstruktor         | Q1       | Q2       | Q3       |

### Wyścig
| P                 | + / –     | Nr | Kierowca             | Konstruktor         | Okr. | Czas / Strata | Komentarz                         |
| ----------------- | --------- | -- | -------------------- | ------------------- | ---- | ------------- | --------------------------------- |
| 1                 | Bez zmian | 2  | Felipe Massa         | Ferrari             | 57   | 1h35:32.339   |                                   |
| 2                 | Bez zmian | 22 | Lewis Hamilton       | McLaren-Mercedes    | 57   | +0:05.611     |                                   |
| 3                 | Bez zmian | 4  | Robert Kubica        | BMW Sauber          | 57   | +0:37.353     |                                   |
| 4                 | 1         | 23 | Heikki Kovalainen    | McLaren-Mercedes    | 57   | +0:39.703     |                                   |
| 5                 | 2         | 11 | Jarno Trulli         | Toyota              | 57   | +0:50.684     |                                   |
| 6                 | Bez zmian | 15 | Sebastian Vettel     | Toro Rosso-Ferrari  | 57   | +0:52.625     |                                   |
| 7                 | 6         | 12 | Timo Glock           | Toyota              | 57   | +1:07.990     |                                   |
| 8                 | 1         | 7  | Nico Rosberg         | Williams-Toyota     | 57   | +1:11.457     |                                   |
| 9                 | 1         | 3  | Nick Heidfeld        | BMW Sauber          | 57   | +1:22.177     |                                   |
| 10                | Bez zmian | 14 | Sébastien Bourdais   | Toro Rosso-Ferrari  | 57   | +1:29.794     |                                   |
| 11                | 4         | 6  | Nelson Piquet Jr.    | Renault             | 57   | +1:32.717     |                                   |
| 12                | 2         | 10 | Mark Webber          | Red Bull-Renault    | 56   | +1 okr.       |                                   |
| 13                | 3         | 16 | Jenson Button        | Honda               | 56   | +1 okr.       |                                   |
| 14                | 4         | 21 | Giancarlo Fisichella | Force India-Ferrari | 56   | +1 okr.       |                                   |
| 15                | 4         | 8  | Kazuki Nakajima      | Williams-Toyota     | 56   | +1 okr.       |                                   |
| 16                | 3         | 17 | Rubens Barrichello   | Honda               | 56   | +1 okr.       |                                   |
| 17                | Bez zmian | 9  | David Coulthard      | Red Bull-Renault    | 56   | +1 okr.       |                                   |
| Niesklasyfikowani |           |    |                      |                     |      |               |                                   |
|                   |           | 1  | Kimi Räikkönen       | Ferrari             | 45   |               | silnik                            |
|                   |           | 20 | Adrian Sutil         | Force India-Ferrari | 41   |               | wypadek                           |
|                   |           | 5  | Fernando Alonso      | Renault             | 0    |               | uszkodzenia po kolizji z Nakajimą |
| P                 | + / –     | Nr | Kierowca             | Konstruktor         | Okr. | Czas / Strata | Komentarz                         |

### Najszybsze okrążenie
| Nr | Kierowca     | Konstruktor | Czas     | Okr. |
| -- | ------------ | ----------- | -------- | ---- |
| 2  | Felipe Massa | Ferrari     | 1:38.708 | 36   |

## Lista startowa
| Nr | Kierowca             | Zespół                    | Samochód           | Silnik                    | Opony |
| -- | -------------------- | ------------------------- | ------------------ | ------------------------- | ----- |
| 1  | Kimi Räikkönen       | Scuderia Ferrari Marlboro | Ferrari F2008      | Ferrari 056 2,4l V8       | B     |
| 2  | Felipe Massa         | Scuderia Ferrari Marlboro | Ferrari F2008      | Ferrari 056 2,4l V8       | B     |
| 3  | Nick Heidfeld        | BMW Sauber F1 Team        | BMW F1.08          | BMW P86/8 2,4l V8         | B     |
| 4  | Robert Kubica        | BMW Sauber F1 Team        | BMW F1.08          | BMW P86/8 2,4l V8         | B     |
| 5  | Fernando Alonso      | ING Renault F1 Team       | Renault R28        | Renault RS27-2008 2,4l V8 | B     |
| 6  | Nelson Piquet Jr.    | ING Renault F1 Team       | Renault R28        | Renault RS27-2008 2,4l V8 | B     |
| 7  | Nico Rosberg         | AT&T Williams F1 Team     | Williams FW30      | Toyota RVX-08 2,4l V8     | B     |
| 8  | Kazuki Nakajima      | AT&T Williams F1 Team     | Williams FW30      | Toyota RVX-08 2,4l V8     | B     |
| 9  | David Coulthard      | Red Bull Racing           | Red Bull RB4       | Renault RS27-2008 2,4l V8 | B     |
| 10 | Mark Webber          | Red Bull Racing           | Red Bull RB4       | Renault RS27-2008 2,4l V8 | B     |
| 11 | Jarno Trulli         | Panasonic Toyota Racing   | Toyota TF108       | Toyota RVX-08 2,4l V8     | B     |
| 12 | Timo Glock           | Panasonic Toyota Racing   | Toyota TF108       | Toyota RVX-08 2,4l V8     | B     |
| 14 | Sébastien Bourdais   | Scuderia Toro Rosso       | Toro Rosso STR02B  | Ferrari 056 2,4l V8       | B     |
| 15 | Sebastian Vettel     | Scuderia Toro Rosso       | Toro Rosso STR02B  | Ferrari 056 2,4l V8       | B     |
| 16 | Jenson Button        | Honda Racing F1 Team      | Honda RA108        | Honda RA808E 2,4l V8      | B     |
| 17 | Rubens Barrichello   | Honda Racing F1 Team      | Honda RA108        | Honda RA808E 2,4l V8      | B     |
| 20 | Adrian Sutil         | Force India F1 Team       | Force India VJM-01 | Ferrari 056 2,4l V8       | B     |
| 21 | Giancarlo Fisichella | Force India F1 Team       | Force India VJM-01 | Ferrari 056 2,4l V8       | B     |
| 22 | Lewis Hamilton       | Vodafone McLaren Mercedes | McLaren MP4-23     | Mercedes FO108V 2,4l V8   | B     |
| 23 | Heikki Kovalainen    | Vodafone McLaren Mercedes | McLaren MP4-23     | Mercedes FO108V 2,4l V8   | B     |
| Nr | Kierowca             | Zespół                    | Samochód           | Silnik                    | Opony |

## Klasyfikacja po wyścigu

### Kierowcy
| P  | +/− | Kierowca             | Starty | Punkty | P1 | P2 | P3 | PP | NO | NS |
| -- | --- | -------------------- | ------ | ------ | -- | -- | -- | -- | -- | -- |
| 1  | 0   | Lewis Hamilton       | 12     | 70     | 4  | 2  | 1  | 4  | -  | 1  |
| 2  | +1  | Felipe Massa         | 12     | 64     | 4  | 1  | 2  | 4  | 1  | 2  |
| 3  | −1  | Kimi Räikkönen       | 12     | 57     | 2  | 2  | 2  | 2  | 7  | 2  |
| 4  | 0   | Robert Kubica        | 12     | 55     | 1  | 2  | 2  | 1  | -  | 2  |
| 5  | +1  | Heikki Kovalainen    | 12     | 43     | 1  | -  | 1  | 1  | 2  | 1  |
| 6  | −1  | Nick Heidfeld        | 12     | 41     | -  | 3  | -  | -  | 2  | -  |
| 7  | 0   | Jarno Trulli         | 12     | 26     | -  | -  | 1  | -  | -  | 1  |
| 8  | 0   | Fernando Alonso      | 12     | 18     | -  | -  | -  | -  | -  | 3  |
| 9  | 0   | Mark Webber          | 12     | 18     | -  | -  | -  | -  | -  | 2  |
| 10 | 0   | Timo Glock           | 12     | 15     | -  | 1  | -  | -  | -  | 3  |
| 11 | 0   | Nelson Piquet Jr.    | 12     | 13     | -  | 1  | -  | -  | -  | 6  |
| 12 | 0   | Rubens Barrichello   | 12     | 11     | -  | -  | 1  | -  | -  | 3  |
| 13 | 0   | Nico Rosberg         | 12     | 9      | -  | -  | 1  | -  | -  | 2  |
| 14 | +2  | Sebastian Vettel     | 12     | 9      | -  | -  | -  | -  | -  | 6  |
| 15 | −1  | Kazuki Nakajima      | 12     | 8      | -  | -  | -  | -  | -  | 2  |
| 16 | −1  | David Coulthard      | 12     | 6      | -  | -  | 1  | -  | -  | 3  |
| 17 | 0   | Jenson Button        | 12     | 3      | -  | -  | -  | -  | -  | 4  |
| 18 | 0   | Sébastien Bourdais   | 12     | 2      | -  | -  | -  | -  | -  | 4  |
| 19 | 0   | Giancarlo Fisichella | 12     | -      | -  | -  | -  | -  | -  | 5  |
| 20 | 0   | Takuma Satō          | 4      | -      | -  | -  | -  | -  | -  | 1  |
| 21 | 0   | Adrian Sutil         | 12     | -      | -  | -  | -  | -  | -  | 8  |
| 22 | 0   | Anthony Davidson     | 4      | -      | -  | -  | -  | -  | -  | 2  |
| P  | +/− | Kierowca             | Starty | Punkty | P1 | P2 | P3 | PP | NO | NS |

### Konstruktorzy
| P  | +/− | Konstruktor         | Starty | Punkty | P1 | P2 | P3 | PP | NO | NS |
| -- | --- | ------------------- | ------ | ------ | -- | -- | -- | -- | -- | -- |
| 1  | 0   | Ferrari             | 24     | 121    | 6  | 3  | 4  | 6  | 8  | 4  |
| 2  | 0   | McLaren-Mercedes    | 24     | 113    | 5  | 2  | 2  | 5  | 2  | 2  |
| 3  | 0   | BMW Sauber          | 24     | 96     | 1  | 5  | 2  | 1  | 2  | 2  |
| 4  | 0   | Toyota F1           | 24     | 41     | -  | 1  | 1  | -  | -  | 4  |
| 5  | 0   | Renault             | 24     | 31     | -  | 1  | -  | -  | -  | 9  |
| 6  | 0   | Red Bull-Renault    | 24     | 24     | -  | -  | 1  | -  | -  | 5  |
| 7  | 0   | Williams-Toyota     | 24     | 17     | -  | -  | 1  | -  | -  | 4  |
| 8  | 0   | Honda               | 24     | 14     | -  | -  | 1  | -  | -  | 7  |
| 9  | 0   | Toro Rosso-Ferrari  | 24     | 11     | -  | -  | -  | -  | -  | 10 |
| 10 | 0   | Force India-Ferrari | 24     | -      | -  | -  | -  | -  | -  | 13 |
| 11 | 0   | Super Aguri-Honda   | 8      | -      | -  | -  | -  | -  | -  | 3  |
| P  | +/− | Konstruktor         | Starty | Punkty | P1 | P2 | P3 | PP | NO | NS |

## Prowadzenie w wyścigu
| Nr                              | Kierowca          | Okrążenia          | Suma |
| ------------------------------- | ----------------- | ------------------ | ---- |
| 2                               | Felipe Massa      | 1-14, 20-36, 39-57 | 50   |
| 22                              | Lewis Hamilton    | 15-16, 37-38       | 4    |
| 23                              | Heikki Kovalainen | 18-19              | 2    |
| 4                               | Robert Kubica     | 17                 | 1    |
| \| Wykres \| \| ------ \| \| \| |                   |                    |      |
| Wykres                          |                   |                    |      |
|                                 |                   |                    |      |